# Carlos Alfredo Cabezas Mendoza
Carlos Alfredo Cabezas Mendoza (* 26. Januar 1966 in Niquitao, Venezuela) ist ein venezolanischer Geistlicher und römisch-katholischer Bischof von Ciudad Guayana.

## Leben
Carlos Alfredo Cabezas Mendoza studierte am Priesterseminar in Caracas und an der Päpstlichen Lateranuniversität in Rom. An der Päpstlichen Universität der Salesianer absolvierte er ein Spezialstudium in Jugendpastoral und Katechetik. Außerdem erwarb er ein Lizenziat in Politikwissenschaft an der Universidad Valle del Momboy in Valera. Am 10. Juni 1990 empfing er in Rom durch Papst Johannes Paul II. das Sakrament der Priesterweihe für das Bistum Trujillo.
Neben verschiedenen Aufgaben in der Pfarrseelsorge war er als Jugendseelsorger und Professor am religionswissenschaftlichen Institut sowie am Priesterseminar von Trujillo. Er war Diözesanbeauftragter für die Seelsorge und Bischofsvikar für den Klerus. Seit 2011 war er Pfarrer in Boconó.
Papst Franziskus ernannte ihn am 4. Juni 2016 zum Bischof von Punto Fijo. Die Bischofsweihe spendete ihm der Bischof von Trujillo, Cástor Oswaldo Azuaje Pérez OCD, am 6. August desselben Jahres. Mitkonsekratoren waren der Erzbischof von Coro, Roberto Lückert León, und der Bischof von Barinas, José Luis Azuaje Ayala. Die Amtseinführung im Bistum Punto Fijo fand am 14. August 2016 statt.
Am 8. Dezember 2022 ernannte ihn Papst Franziskus zum Bischof von Ciudad Guayana. Die Amtseinführung fand am 25. Februar des folgenden Jahres statt.